# Heura (proteïna vegetal)
Heura és un producte vegetal basat en proteïna de soja, oli d'oliva i aigua. Conté un alt contingut en ferro, fibra, proteïna i vitamina B₁₂ i per contra, no conté gluten ni conservants artificials.

## Origen
El creador Marc Coloma que fundà l'empresa Foods for Tomorrow el febrer de 2017 amb una plantilla de 25 treballadors, presentà l'abril d'aquell mateix any, després de dos anys treballant en l'elaboració d'un aliment 100% vegetal el qual estigués a l'alçada de la carn, un producte anomenat Heura el qual sortiria al mercat aquell mateix any. La motivació per aquest producte alimentari era oferir una opció basada només en proteïna vegetal i que pogués competir amb els productes carnis. L'elaboració d'Heura és a base d'extrusió humida de soja sense processat previ, junt amb aigua, oli d'oliva, sal, aromes i espècies variades com pebre vermell, pebre, gingebre, nou moscada, macís i cardamom. Per elaborar 1 kg d’Heura es necessiten 908 litres d'aigua, mentre que per obtenir 1 kg de carn de boví es necessitarien més de 15.000 litres d'aigua, segons dades de la mateixa empresa Foods for Tomorrow. A més, afirmen que per produir 1 kg de carn de boví es necessitaria una mitjana de 20 kg de cereals, mentre que per produir 1 kg d’Heura només es necessita 0.5 kg de soja.
L'heura promet ser un producte sostenible, nutritiu, fàcil de cuinar i apte per tota classe d'alimentació (incloent-hi vegetarians i vegans). A més, s'ofereix en dos tipus: amb textura i gust de pollastre i amb textura i gust de vedella. I entre aquests també "gust original", "gust especiat" i "gust mediterrani", així com en tres formats diferents: bocades, tires i tacs. Amb les tires s'ha fabricat una pizza. El tipus vedella es ven com a hamburguesa i també com a mandonguilles.
La preparació o cuina de l'Heura és similar a la de la carn, i es pot coure amb una mica d'oli a la paella o també guisar-ho i afegir-ho d'últim ingredient a un plat abans de servir, tot i que també es pot consumir sense cuinar.